# Ramsdellit
Ramsdellit ist ein selten vorkommendes Mineral aus der Mineralklasse der „Oxide und Hydroxide“ mit der chemischen Zusammensetzung γ-MnO2 und damit chemisch gesehen Mangan(IV)-oxid in der orthorhombischen Modifikation.
Ramsdellit entwickelt meist blättrige, zentimetergroße Kristalle, findet sich aber auch in Form von faserigen oder massigen Mineral-Aggregaten oder Pseudomorphosen nach Groutit. Das in jeder Form undurchsichtige (opake) Mineral ist von stahlgrauer bis eisenschwarzer Farbe und zeigt auf den Oberflächen einen starken Metallglanz. Im Auflichtmikroskop erscheint er dagegen gelblichweiß. Seine Strichfarbe ist jedoch immer schwarz mit einem Stich ins Braune.
Mit einer Mohshärte von 3 gehört Ramsdellit ebenso wie Referenzmineral Calcit zu den mittelharten Mineralen, die sich mit einer Kupfermünze ritzen lassen.
Zusammen mit anderen Manganoxiden zählt Ramsdellit zur Gruppe der Braunsteine.

## Etymologie und Geschichte

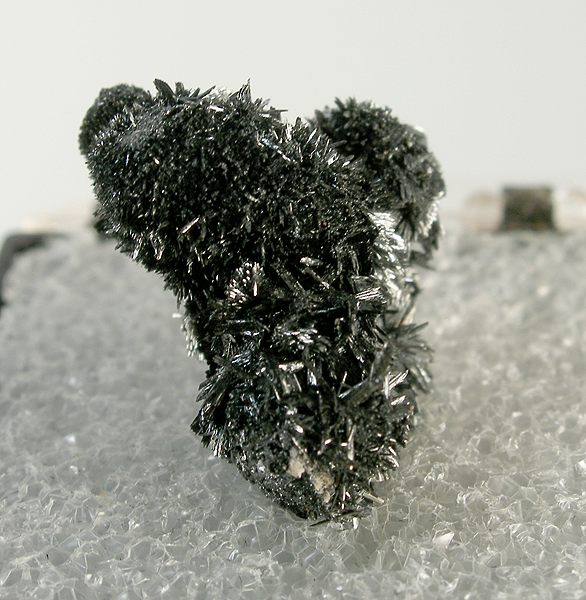
Nadelige, metallisch grau gländende Ramsdellit-Stufe aus der Typlokalität Lake Valley, New Mexico (Größe: 1,3 cm × 1,3 cm × 1,2 cm)

Erstmals entdeckt wurde das Mineral im Kreis Lake Valley im Sierra County des US-Bundesstaates New Mexico und beschrieben 1932 durch Lewis Stephen Ramsdell (1895–1975), der es allerdings nur unvollständig beschrieb und ohne einen Namen dafür zu wählen.
Michael Fleischer und Wallace E. Richmond beschrieben das Mineral 1943 noch einmal vollständig und benannten es nach seinem Erstbeschreiber als Ramsdellit.
Typmaterial des Minerals wird in der University of Michigan (USA) aufbewahrt.

## Klassifikation
Bereits in der veralteten 8. Auflage der Mineralsystematik nach Strunz gehörte der Ramsdellit zur Mineralklasse der „Oxide und Hydroxide“ und dort zur Abteilung „MO2- und verwandte Verbindungen“, wo er zusammen mit Nsutit die „Ramsdellit-Nsutit-Gruppe“ mit der System-Nr. V/D.03d bildete.
Im Lapis-Mineralienverzeichnis nach Stefan Weiß, das sich aus Rücksicht auf private Sammler und institutionelle Sammlungen noch nach dieser alten Form der Systematik von Karl Hugo Strunz richtet, erhielt das Mineral die System- und Mineral-Nr. IV/D.10-10. In der „Lapis-Systematik“ entspricht dies der Abteilung „Oxide mit [dem Stoffmengen]Verhältnis Metall : Sauerstoff = 1 : 2 (MO2 & Verwandte)“, wo Ramsdellit zusammen mit Akhtenskit, Nsutit und Vernadit eine eigenständige, aber unbenannte Gruppe bildet (Stand 2018).
Die seit 2001 gültige und von der International Mineralogical Association (IMA) bis 2009 aktualisierte 9. Auflage der Strunz’schen Mineralsystematik ordnet den Ramsdellit ebenfalls in die Abteilung der „Oxide mit dem Stoffmengenverhältnis Metall : Sauerstoff = 1 : 2 und vergleichbare“ ein. Diese ist allerdings weiter unterteilt nach der relativen Größe der beteiligten Kationen und der Kristallstruktur, so dass das Mineral entsprechend seiner Zusammensetzung und seinem Aufbau in der Unterabteilung „Mit mittelgroßen Kationen; Ketten kantenverknüpfter Oktaeder“ zu finden ist, wo es als Namensgeber die „Ramsdellitgruppe“ mit der System-Nr. 4.DB.15a und dem weiteren Mitglied Paramontroseit bildet.
Auch die vorwiegend im englischen Sprachraum gebräuchliche Systematik der Minerale nach Dana ordnet den Ramsdellit in die Klasse der „Oxide und Hydroxide“ und dort in die Abteilung der „Oxide“ ein. Hier ist er als einziges Mitglied in der unbenannten Gruppe 04.04.07 innerhalb der Unterabteilung „Einfache Oxide mit einer Kationenladung von 4+ (AO2)“ zu finden.

## Chemismus
In der (theoretisch) idealen, stoffreinen Zusammensetzung von Ramsdellit (MnO2) besteht das Mineral aus Mangan (Mn) und Sauerstoff (O) im Stoffmengenverhältnis von 1 : 2. Dies entspricht einem Massenanteil (Gewichts-%) von 63,19 Gew.-% Mn und 36,81 Gew.-% O.
Bei der Analyse natürlicher Mineralproben aus der Typlokalität Lake Valley konnten dagegen auch Fremdbeimengungen von Silicium, Aluminium, Eisen, Magnesium, Natrium und Kalium nachgewiesen werden.

## Kristallstruktur
Ramsdellit kristallisiert orthorhombisch in der Raumgruppe Pbnm (Raumgruppen-Nr. 62, Stellung 3) mit den Gitterparametern a = 4,45 Å; b = 9,32 Å und c = 2,85 Å sowie vier Formeleinheiten pro Elementarzelle.
Beschreibung der Kristallstruktur siehe Braunstein (Mineralgruppe)#R-MnO2 (Ramsdellit).

## Modifikationen und Varietäten
Die Verbindung MnO2 ist trimorph und kristallisiert neben dem orthorhombisch kristallisierenden Ramsdellit noch als tetragonal kristallisierender Pyrolusit und als hexagonal kristallisierender Akhtenskit.

## Bildung und Fundorte

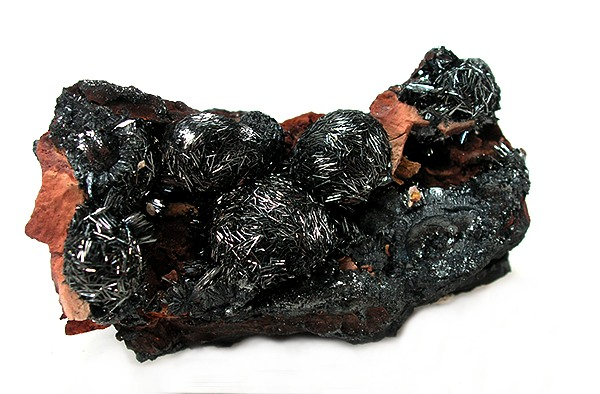
Kugelige Aggregate aus nadeligem Ramsdellit aus dem Sierra County, New Mexico (Größe: 5,7 cm × 3,5 cm × 2,2 cm)

Ramsdellit bildet sich als Sekundärmineral in Mangan-Lagerstätten, entweder durch Inversion aus Pyrolusit oder durch oxidative Dehydrierung aus Groutit (MnO(OH)). Als Begleitminerale treten unter anderem Coronadit, Hollandit, Kryptomelan und Pyrolusit auf.
Als seltene Mineralbildung konnte Ramsdellit nur an wenigen Orten nachgewiesen werden, wobei weltweit bisher (Stand 2021) rund 90 Fundstätten dokumentiert sind. Neben seiner Typlokalität Lake Valley trat das Mineral im US-Bundesstaat New Mexico noch bei Cuchillo Negro im Sierra County und im Manganbergbaugebiet Luis Lopez im Socorro County auf. Daneben wurde es in den Vereinigten Staaten noch an vielen Orten in Arizona, in den kalifornischen Chocolate Mountains, im Saguache County von Colorado sowie bei Philipsburg (Granite County) und Butte in Montana gefunden.
In Deutschland fand man Ramsdellit bisher nur in der Grube Silberbrünnle im Haigerachtal nahe Gengenbach, der Grube Clara bei Oberwolfach und im Steinbruch Hartmann nahe Mauer bei Heidelberg in Baden-Württemberg; im Steinbruch am Glasberg bei Nieder-Beerbach und in der Grube Georg bei Bockenrod (Reichelsheim) in Hessen; im Steinbruch Winterberg bei Bad Grund (Harz) und in der Grube Emilie bei Peine in Niedersachsen sowie bei Oehrenstock, Ilfeld, in der Dinklerzeche bei Kamsdorf und im Steinbruch Henneberg bei Weitisberga in Thüringen.
Der bisher einzige bekannte Fundort in der Schweiz ist der Pipji-Gletscher bei Pipjitälli und bei Sparrenflue im Täschtal im Kanton Wallis. In Österreich ist bisher kein Fundort für Ramsdellit bekannt.
Weitere Fundorte liegen unter anderem in Australien, Aserbaidschan, Bulgarien, Burkina Faso, Chile, Frankreich, Ghana, Griechenland, Indien, Italien, Japan, Kanada, Mexiko, Norwegen, Portugal, Rumänien, Schweden, Südafrika, Tschechien, Ungarn und im Vereinigten Königreich (Wales).

## Vorsichtsmaßnahmen
Ähnlich wie Pyrolusit und Psilomelan gilt auch Ramsdellit als gesundheitsschädlich. Bei Aufnahme in den Körper (Inkorporation, Ingestion) verursacht er Magen-Darm-Beschwerden und Übelkeit.
Das Mineral selbst brennt zwar nicht, zersetzt sich jedoch beim Erhitzen auf über 535 °C und erhöht die Feuergefahr bei Berührung mit brennbaren Stoffen. Zudem kann es einen bestehenden Brand erheblich fördern.